# Wemmel
Wemmel est une commune néerlandophone à facilités de Belgique située en Région flamande, dans la province du Brabant flamand. Elle est située dans l'arrondissement judiciaire de Bruxelles et fait partie de l'arrondissement administratif de Hal-Vilvorde ainsi que de l'arrondissement électoral de Hal-Vilvorde.
Elle compte plus de 15 000 habitants selon l'INS et couvre une superficie de 8,74 km2.
Elle est limitrophe des communes flamandes d'Asse, Merchtem, Meise, Grimbergen, ainsi que des communes bruxelloises Jette et Bruxelles-Ville
Wemmel est l'une des six communes à facilités de la périphérie bruxelloise ayant des facilités linguistiques pour sa population francophone, statut instauré par la loi du 8 novembre 1962.

## Étymologie
Le nom apparaît d'abord sous la forme de Wamblene ou en latin Wamblinis en 1132, le nom s'est transformé en Wemmel et pourrait signifier "les marais" ou "le coin" (du germanique Wamba ou Havamma)

## Géographie
| Merchtem |        | Meise      |
| Asse     | Wemmel | Grimbergen |
|          | Jette  | Bruxelles  |

## Héraldique
|  | La commune possède des armoiries qui lui ont été octroyées le 21 mai 1873 et allégées le 14 juin 1988. Elles sont basées sur les plus anciens sceaux de Wemmel. Le sceau le plus ancien date de 1388 et, comme tous les sceaux ultérieurs, montre une croix avec un petit corbeau dans le coin supérieur droit. L'oiseau noir s'est développé plus tard en merle. Les armoiries elles-mêmes proviennent des armoiries de Arnout van Kraainem fondateur de la famille Van Kraainem, seigneurs de Wemmel au XIVe siècle. Ces armoiries consistaient en une croix rouge évoquant ses exploits lors d’une croisade contre les Turcs, sur un fond doré, le plus noble des métaux et, dans le premier quartier, un corbeau de sable en tant qu’arme parlante faisant référence vieilles armoiries de la famille Crainhem. Cependant, lors de la première attribution des armoiries à Wemmel en 1873. Le corbeau (Kraai) était un symbole meuble. Depuis 1988, la municipalité utilise à nouveau un corbeau au lieu du merle. Blasonnement : D'or à une croix de gueules cantonnée en 1 d'une corneille de sable. - Délibération communale : 17 septembre 1987 - Arrêté de l'exécutif de la communauté : 14 juin 1988 - Moniteur belge : 16 septembre 1988 Source du blasonnement : Heraldy of the World. |

## Démographie
- Source : DGS, de 1831 à 1981 = recensements population ; à partir de 1990 = nombre d'habitants chaque 1er janvier.[6]

## Histoire
Pendant la Seconde Guerre mondiale, l'Affaire Wemmel eut lieu au Chalet des Bouleaux.

## Vie politique

### Liste des bourgmestres[7]
- Hendrik Coosemans (meyer[Quoi ?]) (1826-1830)
- comte Amédée de Beauffort (1831-1848)
- Hendrik Coosemans (1848-1853)
- Louis Rampelberg (1853-1854)
- Henri Van Lint (1855-1866)
- comte Leopold de Beauffort (1867-1881)
- Pierre De Vleminck (1882-1887)
- comte Engelbert de Limburg Stirum (1888-1907)
- Charles De Raedemaeker (1908-1921)
- Hilaire Follet (1921-1938)
- Jan Thyssen (1938-1939)
- Remi Balcaen (1939-25/05/1939)
- François Thomas (26/05/1939-02/10/1939)
- Henri De Keersmaeker (03/10/1939-08/07/1940)
- François Thomas (09/07/1940-1947)
- Henri De Keersmaeker (1947-1964)
- Jozef Geurts (1965-2000)
- Marcel van Langenhove (2001-2010)
- Christian Andries (2010-2012)
- Walter Vansteenkiste (2013-)

### Résultats des élections communales depuis 1976
| Partis                      | 10-10-1976 | 10-10-1976 | 10-10-1982 | 10-10-1982 | 9-10-1988 | 9-10-1988 | 9-10-1994 | 9-10-1994 | 8-10-2000 | 8-10-2000 | 8-10-2006 | 8-10-2006 | 14-10-2012 | 14-10-2012 | 14-10-2018 | 14-10-2018 |
| Votes / Sièges              | %          | 23         | %          | 23         | %         | 23        | %         | 23        | %         | 23        | %         | 23        | %          | 25         | %          | 25         |
| --------------------------- | ---------- | ---------- | ---------- | ---------- | --------- | --------- | --------- | --------- | --------- | --------- | --------- | --------- | ---------- | ---------- | ---------- | ---------- |
| LB                          | 52,94      | 15         | 53,09      | 14         | 61,41     | 16        | 51,56     | 16        | 61,15     | 17        | 43,41     | 11        | 44,19      | 12         | 47,3       | 12         |
| W.E.M.M.E.L.                | -          |            | 33,14      | 8          | 31,35     | 7         | -         |           | 23,73     | 5         | 21,93     | 5         | 43,35      | 12         | -          |            |
| PS-SP                       | 7,18       | 1          | -          |            | -         |           | -         |           | -         |           | -         |           | -          |            | -          |            |
| CVP                         | 19,42      | 4          | -          |            | -         |           | 10,56     | 2         | -         |           | -         |           | -          |            | -          |            |
| VU                          | 14         | 3          | -          |            | -         |           | 6,34      | 1         | -         |           | -         |           | -          |            | -          |            |
| FDF                         | -          |            | -          |            | -         |           | 10,63     | 2         | -         |           | -         |           | -          |            | -          |            |
| SP                          | -          |            | -          |            | 4,09      | 0         | -         |           | -         |           | -         |           | -          |            | -          |            |
| AGALEV                      | -          |            | 3,82       | 0          | 3,14      | 0         | 4,8       | 0         | 6,28      | 0         | -         |           | -          |            | -          |            |
| Wemmel Plus !               | -          |            | -          |            | -         |           | -         |           | -         |           | -         |           | -          |            | 27,3       | 7          |
| Vlaams Blok1/Vlaams Belang2 | -          |            | -          |            | -         |           | 4,321     | 0         | 7,311     | 1         | 9,492     | 1         | 3,062      | 0          | -          |            |
| PVV                         | 6,45       | 0          | -          |            | -         |           | -         |           | -         |           | -         |           | -          |            | -          |            |
| RAD                         | -          |            | 2,73       | 0          | -         |           | -         |           | -         |           | -         |           | -          |            | -          |            |
| SW                          | -          |            | 7,21       | 1          | -         |           | -         |           | -         |           | -         |           | -          |            | -          |            |
| LW                          | -          |            | -          |            | -         |           | 10,76     | 2         | -         |           | -         |           | -          |            | -          |            |
| ROSSEM                      | -          |            | -          |            | -         |           | 0,35      | 0         | -         |           | -         |           | -          |            | -          |            |
| L.B.W.L.                    | -          |            | -          |            | -         |           | -         |           | 1,54      | 0         | -         |           | -          |            | -          |            |
| Interets Comm.              | -          |            | -          |            | -         |           | -         |           | -         |           | 25,17     | 6         | -          |            | 25,4       | 6          |
| UF                          | -          |            | -          |            | -         |           | -         |           | -         |           | -         |           | 8,89       | 1          | -          |            |
| Anderen(*)                  | -          |            | -          |            | -         |           | 0,68      |           | -         |           | -         |           | 0,51       |            | -          |            |
| Total des votes             | 8901       | 8901       | 9541       | 9541       | 9483      | 9483      | 9275      | 9275      | 9254      | 9254      |           |           | 9013       | 9013       | 8969       | 8969       |
| Participation %             |            |            |            |            | 90,92     | 90,92     | 89,73     | 89,73     | 88,34     | 88,34     |           |           | 87,09      | 87,09      | 87,9       | 87,9       |
| Votes blancs ou nuls %      | 2,11       | 2,11       | 2,91       | 2,91       | 4,65      | 4,65      | 3,82      | 3,82      | 4,35      | 4,35      | 4,6       | 4,6       | 5,0        | 5,0        | 7,8        | 7,8        |

 (*)1994: VVP 2012: VDB 

## Langue
La langue officielle est le néerlandais et des facilités linguistiques ont été accordées aux francophones dans les années 1960. L'enquête Kluft-Jaspers de 1969 révèle à cette époque une population composé à plus de 30 % de francophones. En 2010, les francophones représentent presque les 2/3 de la population de la commune,.
Une étude de Kind en Gezin (office de l'enfance flamande) publié en partie par le journal le Soir le 18 décembre 2014 révèle qu'entre 2004 et 2013 les naissances d'enfants néerlandophones sont passées de 27,3 % à 17,4 %, dans le même temps les naissances d'enfants francophones sont passées de 53,2 % à 57,1 %.

## Monuments
- L'hôtel de ville
- Chalet des Bouleaux
- Le Palais des plantes et la Serre Balat (œuvre de l'architecte Balat, dont Victor Horta fut l'élève) situés dans le Jardin botanique Meise, implanté en partie sur Wemmel bien que son nom ne l'indique pas.

## Personnalités
- Sebastiaan Bornauw, footballeur professionnel belge, est né à Wemmel.
- Johan Verminnen, chanteur belge, est né à Wemmel.